# Viticoltura in Polonia
La viticoltura in Polonia è una tradizione relativamente recente, ma in forte crescita, che ha visto svilupparsi nel paese un mercato vinicolo interessante e in evoluzione. Negli ultimi decenni la Polonia ha investito sempre più nella coltivazione della vite portando alla nascita di una scena vinicola promettente anche se la viticoltura non è mai stata tradizionalmente un pilastro dell’economia agricola polacca. Nonostante le difficoltà climatiche il paese sta diventando sempre più riconosciuto per i suoi vini con un focus particolare sui vini bianchi e spumanti.

## Storia
La storia della viticoltura in Polonia risale all'epoca romana, ma la coltivazione della vite è stata marginale per secoli a causa delle condizioni climatiche difficili. La Polonia ha visto un rinnovato interesse per la viticoltura negli ultimi decenni, quando il cambiamento climatico ha reso possibile la produzione di vini di alta qualità anche nelle regioni più settentrionali. Fino agli anni '90 la Polonia non era conosciuta come una regione vinicola, ma la crescita del settore è stata sostenuta da incentivi statali e da investimenti da parte di privati aumentando la superficie coltivata a vigneto e il numero di cantine. Oggi la viticoltura polacca è un settore emergente con un numero crescente di viticoltori e un forte impegno nella qualità del prodotto.

## Clima
Il clima polacco presenta sfide significative per la viticoltura in particolare a causa delle basse temperature e della breve stagione di crescita. La Polonia ha un clima continentale, con inverni rigidi e estati brevi, che rende difficile coltivare uve in molte aree. Tuttavia, grazie ai cambiamenti climatici degli ultimi decenni, le temperature medie sono aumentate estendendo gradualmente la stagione di crescita della vite.
Le aree più favorevoli per la viticoltura si trovano nelle regioni meridionali del paese, particolarmente nella Piccola Polonia, nella Bassa Slesia e in alcune zone della Masovia. Queste aree beneficiano di microclimi che permettono la produzione di uve di qualità. Inoltre, l'uso di tecniche di protezione contro il freddo, come le coperture contro il gelo e la scelta di terreni più soleggiati, ha contribuito al successo della viticoltura in Polonia.

## Regioni vitivinicole

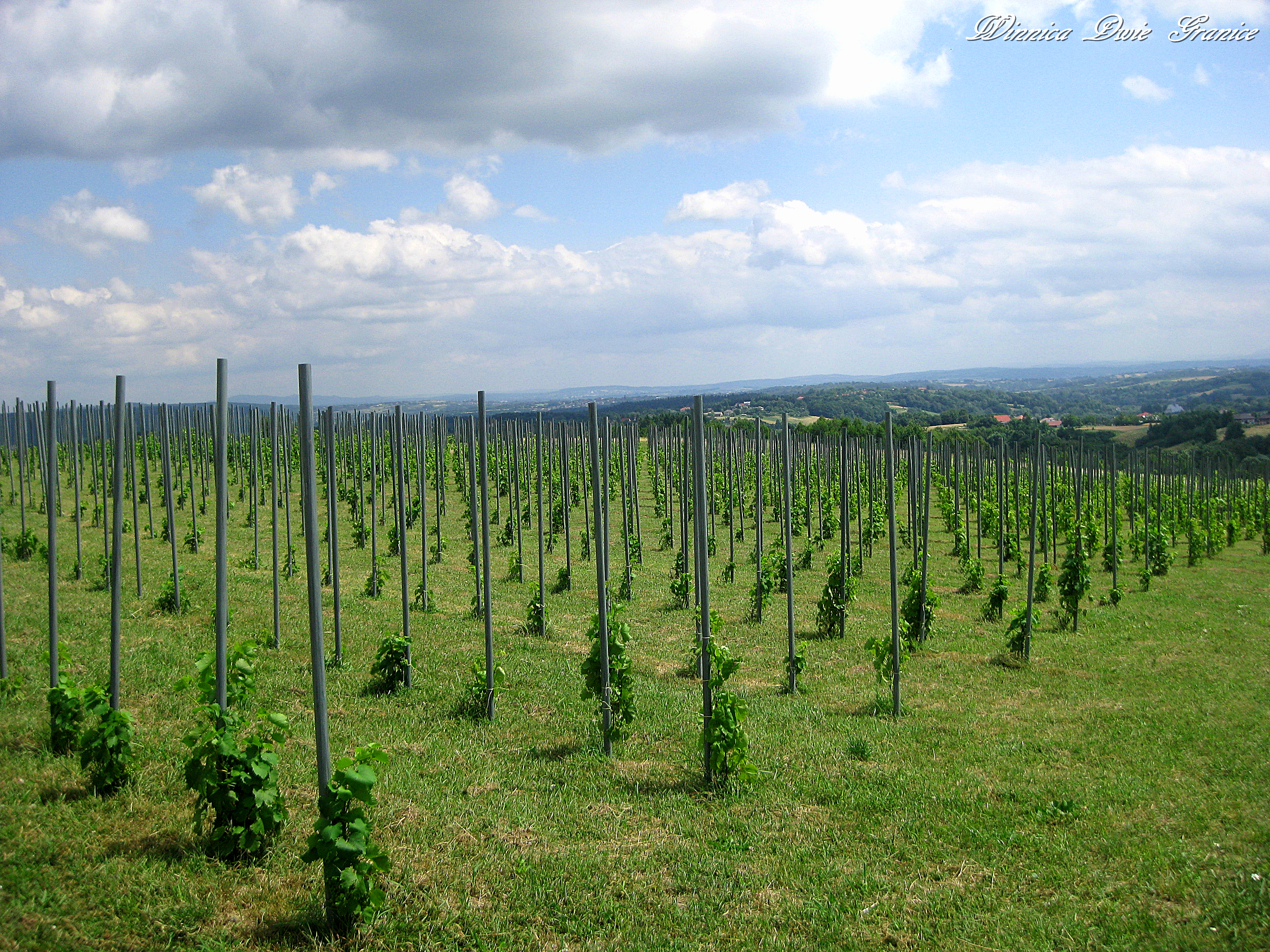
Vignto in Bączal Górny

Le principali regioni vitivinicole polacche si trovano nel sud del paese, in particolare nei voivodati (regioni amministrative) della Piccola Polonia e della Bassa Slesia. Queste aree sono ben posizionate rispetto ai fattori climatici e morfologici favorevoli alla viticoltura. Inoltre, ci sono cantine anche nelle regioni della Lubusz e della Masovia che stanno guadagnando sempre più notorietà.
La Piccola Polonia (in particolare nella zona di Tarnów e nelle vicinanze del fiume Dunajec) e la Bassa Slesia sono le regioni più tradizionalmente legate alla viticoltura, ma anche altre zone come Piniaszkowy e alcune aree della Lubusz e Środa Wielkopolska stanno mostrando potenziale.

## Vitigni
In Polonia la varietà di vitigni coltivati è in continua espansione con un mix di uve autoctone e internazionali. Tra i vitigni più comuni ci sono Gewürztraminer, Pinot nero, Riesling, Chardonnay e Sauvignon Blanc che si adattano bene al clima polacco. Tuttavia, anche alcune varietà resistenti alle basse temperature, come Solaris e Rondo sono ampiamente coltivate per garantire una produzione stabile anche in condizioni climatiche difficili.
La Polonia sta anche cercando di sviluppare varietà autoctone che possano rispondere meglio alle sfide locali. Sebbene il paese non abbia una tradizione storica di vitigni locali, il settore sta lavorando per creare una vera e propria identità vitivinicola polacca .

## Vini
I vini polacchi sono principalmente bianchi, ma negli ultimi anni sono aumentate anche le produzioni di vini rossi e rosati. Tra i vini più comuni si trovano i vini secchi e vini spumanti. La Polonia ha visto una crescita particolare nei vini spumanti, specialmente nella zona della Piccola Polonia, dove il terroir permette una produzione di alta qualità.
I vini bianchi, come il Riesling e il Chardonnay, sono apprezzati per la loro freschezza, mentre i Pinot nero e Sauvignon Blanc rappresentano i rossi e rosati di maggiore qualità. Molti dei vini polacchi sono ancora poco conosciuti a livello internazionale, ma la qualità sta migliorando rapidamente grazie agli investimenti in tecniche di vinificazione avanzate e alla crescente esperienza dei viticoltori.

## Normative
La Polonia è membro dell'Unione Europea e, pertanto, le sue normative vitivinicole sono regolate dalle leggi comunitarie. I produttori di vino devono seguire gli standard UE per quanto riguarda la qualità, la produzione e la certificazione dei vini. Sebbene il paese non abbia ancora una tradizione consolidata di Denominazioni di Origine Controllata (DOC), si sta cercando di sviluppare un sistema di classificazione delle denominazioni regionali che possa contribuire a rafforzare l'identità vinicola polacca.
Il governo polacco ha incentivato l’espansione della viticoltura attraverso sovvenzioni e aiuti alle imprese vinicole che hanno permesso un miglioramento significativo delle infrastrutture e della qualità della produzione. Inoltre, l'interesse crescente per i vini polacchi ha portato alla creazione di fiere ed eventi dedicati alla promozione dei vini locali, come il Polish Wine Festival.